# Yim Ho
Pour les articles homonymes, voir Yim.
Yim Ho (né en 1952) est un réalisateur hongkongais.

## Filmographie
- 1978 : The Extras (茄喱啡, Jiā lí fēi)
- 1980 : The Happening (夜車, Yè chē)
- 1981 : Wedding Bells, Wedding Belles (公子娇, Gōngzǐ jiāo)
- 1984 : Si shui liu nian (似水流年)
- 1987 : Buddha's Lock (天菩萨, Tiān púsà)
- 1990 : Red Dust (滚滚红尘, Gǔngǔn hóngchén)
- 1991 : Le Roi des échecs (棋王, Qí wáng)
- 1995 : Quand le soleil devint froid (zh) (天国逆子, Tiān guó nì zǐ)
- 1996 : Taiyang you er (太陽有耳, Tàiyáng yǒu ěr)
- 1997 : Kitchen (我愛廚房, Wǒ ài chúfáng)
- 2001 : Pavillon de femmes (Pavilion of Women)
- 2004 : A West Lake Moment coréalisé avec Yang Zi